# Кралят на скорпионите
Кралят на скорпионите (на английски: The Scorpion King) е филм от 2002 г. на режисьора Чък Ръсел.

## Актьорски състав
| Актьор              | Роля     |
| ------------------- | -------- |
| Дуейн Джонсън       | Матаяс   |
| Стивън Бранд        | Мемнон   |
| Кели Ху             | Касандра |
| Грант Хеслов        | Арпид    |
| Бърнард Хил         | Филос    |
| Майкъл Кларк Дънкан | Валтасар |

## Награди и номинации
| Награда | Категория              | Номиниран(и)           | Резултат  |
| ------- | ---------------------- | ---------------------- | --------- |
| Сатурн  | Най-добър фентъзи филм | Най-добър фентъзи филм | номинация |

## „Кралят на скорпионите“ в България
На 13 декември 2009 г. Нова телевизия излъчва филма с български дублаж за телевизията. Дублажът е на Арс Диджитал Студио. Екипът се състои от:
| Преводач            | Габриела Георгиева                                              |
| Озвучаващи артисти  | Нина Гавазова Веселин Калановски Виктор Танев Александър Митрев |
| Режисьор на дублажа | Екатерина Късметлийска                                          |
| Тонрежисьор         | Росица Рупчина                                                  |

На 10 януари 2020 г. се излъчва и по bTV Action. Дублажът е записан за втори път в студио Медиа Линк. Екипът се състои от:
| Озвучаващи артисти  | Даниела Йорданова Христо Узунов Николай Николов Димитър Ангелов Георги Георгиев-Гого |
| Преводач            | Гергана Стойчева-Нуша                                                                |
| Тонрежисьор         | Александър Тодоров                                                                   |
| Режисьор на дублажа | Дора Ангелова                                                                        |